# Carlo Marino
Carlo Marino (Caserta, 19 ottobre 1968) è un politico italiano, sindaco di Caserta dal 2016 al 2025.

## Biografia
Dopo la laurea in in giurisprudenza all'Università Federico II di Napoli, nel 1994 ha avviato la carriera forense a Caserta, dove vive.
Nel 1997 è stato eletto consigliere comunale e nel 2000 è stato nominato assessore ai lavori pubblici. Nel 2002 è stato rieletto consigliere comunale, primo eletto con più di 1500 preferenze, nuovamente nominato assessore. Nel 2007 è stato tra i costituenti del Partito Democratico in Provincia di Caserta, diventando prima  componente della direzione regionale del PD e successivamente Presidente Provinciale  della Commissione di Garanzia.

### Sindaco a Caserta
Dopo avere vinto le primarie del centrosinistra, è stato candidato sindaco a Caserta alle elezioni amministrative del 2016,  ottenendo il 45% dei voti al primo turno e affermandosi al ballottaggio su Riccardo Ventre, di centrodestra, con il 63%.
Si è ricandidato alle comunali del 2021 sempre per una coalizione di centrosinistra, venendo rieletto con il 54% al ballottaggio con il candidato di centro-destra Gianpiero Zinzi.
Da novembre 2019 è presidente dell'ANCI Campania, eletto all'unanimità da tutti i sindaci della Regione Campania e nel 2022 è diventato vice-coordinatore nazionale delle ANCI regionali.